# Конвенція про скорочення безгромадянства
Конве́нція про скоро́чення безгромадя́нства — юридично обов'язкова для держав-учасниць міжнародна угода, метою якої є зменшення кількості випадків безгромадянства.